# Kermadecia elliptica
Kermadecia elliptica är en tvåhjärtbladig växtart som beskrevs av Brongn. & Gris. Kermadecia elliptica ingår i släktet Kermadecia och familjen Proteaceae. Inga underarter finns listade i Catalogue of Life.